# Gentianopsis komarovii
Gentianopsis komarovii là một loài thực vật có hoa trong họ Long đởm. Loài này được (Grossh.) Toyok. mô tả khoa học đầu tiên năm 1967.